# Push the Sky Away
Push the Sky Away  is het vijftiende studioalbum van Nick Cave and the Bad Seeds.
Het werd uitgebracht op 18 februari 2013 op het label Bad Seed Ltd.
Push the Sky Away werd tussen december 2011 en augustus 2012 opgenomen in La Fabrique in Saint-Rémy-de-Provence, Frankrijk. Het album werd geproduceerd door Nick Cave and the Bad Seeds en Nick Launay.
Op de hoes staat Nick Cave in een open raamluik met naast hem een naakte vrouw, zijn echtgenote Susie Bick.
De opnames van dit album werden verfilmd in de documentaire 20,000 Days on Earth, uitgebracht op 17 september 2014.

## Tracks
| 1.                 | We No Who U R            | 4:04 |
| 2.                 | Wide Lovely Eyes         | 3:40 |
| 3.                 | Water's Edge             | 3:49 |
| 4.                 | Jubilee Street           | 6:35 |
| 5.                 | Mermaids                 | 3:49 |
| 6.                 | We Real Cool             | 4:18 |
| 7.                 | Finishing Jubilee Street | 4:28 |
| 8.                 | Higgs Boson Blues        | 7:50 |
| 9.                 | Push the Sky Away        | 4:07 |
| Totale duur: 42:44 |                          |      |

## Muzikanten
- Nick Cave
- Warren Ellis
- Martyn Casey
- Barry Adamson
- Conway Savage
- Jim Sclavunos
- Thomas Wydler